# 2690 Ristiina
2690 Ristiina eller 1938 DG1 är en asteroid i huvudbältet som upptäcktes den 24 februari 1938 av den finske astronomen Yrjö Väisälä vid Storheikkilä observatorium. Den är uppkallad efter Ristiina, en tidigare kommun i Finland.
Asteroiden har en diameter på ungefär 18 kilometer och den tillhör asteroidgruppen Eos.